# Pančavská louka
Pančavská louka (německy Pantsche Wiese) je rozsáhlá subalpinská louka v Krkonoších. Rozkládá se mezi Labskou loukou, Mumlavskou loukou, Harrachovou loukou, Hančovou loukou a Pančavskou jámou. Součástí je nejrozsáhlejší vrcholové rašeliniště v západních Krkonoších. Tvoří součást přírodní rezervace Prameny Labe. Pramení zde Pančava, jeden z pravostranných přítoků Labe, spadající do Labského dolu 148 m vysokým Pančavským vodopádem. Nedaleko se pak nachází Ambrožova vyhlídka a pod vodopádem Schustlerova zahrádka.

## Dostupnost
Pančavská louka je ohraničena řadou značených turistických tras. Po okraji na Labským dolem vede Bucharova cesta od Vrbatovy boudy na Labskou boudu. Důležitým bodem je rozcestí U Čtyř pánů, kde se kříží řada tras. Vede sem žlutá trasa od bývalých Jestřábích bud k prameni Labe, modrá (Harrachova cesta) z Harrachova k Labské boudě a červená (Česká cesta) od Dvoraček k prameni Labe. Cyklisty sem dovede cyklotrasa K13 od Vrbatovy boudy na Labskou boudu.